# ميغيل أنخيل لوبيز فيلاسكو
ميغيل أنخيل لوبيز فيلاسكو (بالإسبانية: Miguel Ángel López Velasco)‏ هو صحفي مكسيكي، ولد في عقد 1950، وتوفي في 20 يونيو 2011 في مدينة فيراكروز في المكسيك.